# الصين القابضة لامدادات الطيران
شركة الصين القابضة لامدادات الطيران (CASC) هي شركة صينية لتأجير الطائرات تأسست في أكتوبر 2002 وتلتحق بشركة الصين لاستيراد وتصدير امدادات الطيران، التي تأسست عام 1980. ويقدم التأجير التشغيلي، والطائرات التجارية، بيع واستئجار، إدارة الأصول والهندسة والخدمات، صيانة الطائرات والصناعات التحويلية، التدريب على الطيران ودعم الخدمات والاستشارات، وإدارة الممتلكات، الإعلان وتكنولوجيا المعلومات، فقد 14 اتفاقية إطارية مع شركة إيرباص وبوينج . من بين الشركات الست القابضة التابعة لإدارة الطيران المدني في الصين، كانت أول شركة تم تأسيسها.

## روابط خارجية
- الموقع الرسمي